# Vedasandur
Vedasandur là một thị xã panchayat của quận Dindigul thuộc bang Tamil Nadu, Ấn Độ.

## Địa lý
Vedasandur có vị trí 10°32′B 77°57′Đ / 10,53°B 77,95°Đ Nó có độ cao trung bình là 219 mét (718 feet).

## Nhân khẩu
Theo điều tra dân số năm 2001 của Ấn Độ, Vedasandur có dân số 10.944 người. Phái nam chiếm 51% tổng số dân và phái nữ chiếm 49%. Vedasandur có tỷ lệ 75% biết đọc biết viết, cao hơn tỷ lệ trung bình toàn quốc là 59,5%: tỷ lệ cho phái nam là 81%, và tỷ lệ cho phái nữ là 70%. Tại Vedasandur, 17% dân số nhỏ hơn 6 tuổi.